# Eudesmia unicincta
Eudesmia unicincta là một loài bướm đêm thuộc phân họ Arctiinae, họ Erebidae.